# Wolf von Eberstein

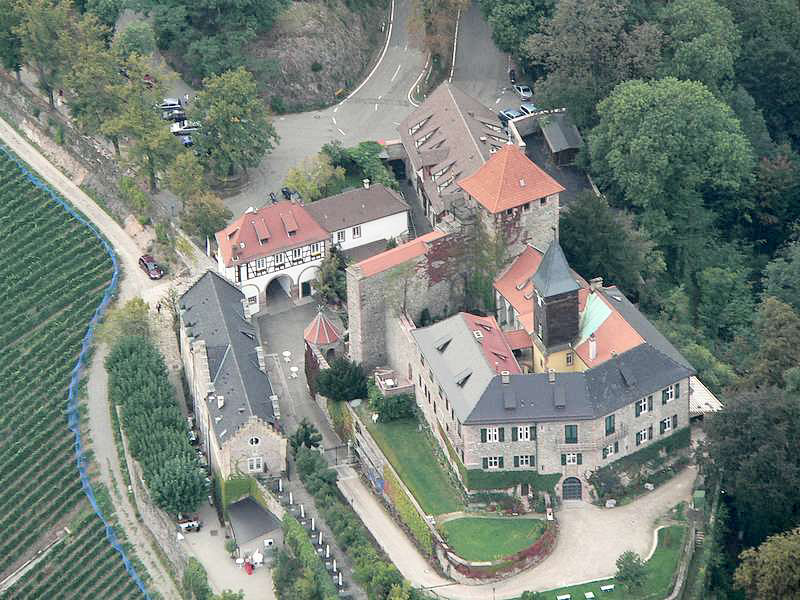
Burg Neueberstein (seit Wolfs Lebenszeit stark verändert)

Graf Wolf von Eberstein (* um 1340; † um 1396) stammte aus der Familie der Grafen von Eberstein. Er verlor aufgrund einer langjährigen Fehde mit dem Haus Württemberg seinen Besitz und ging in die Literatur und Sagenwelt ein. 

## Leben

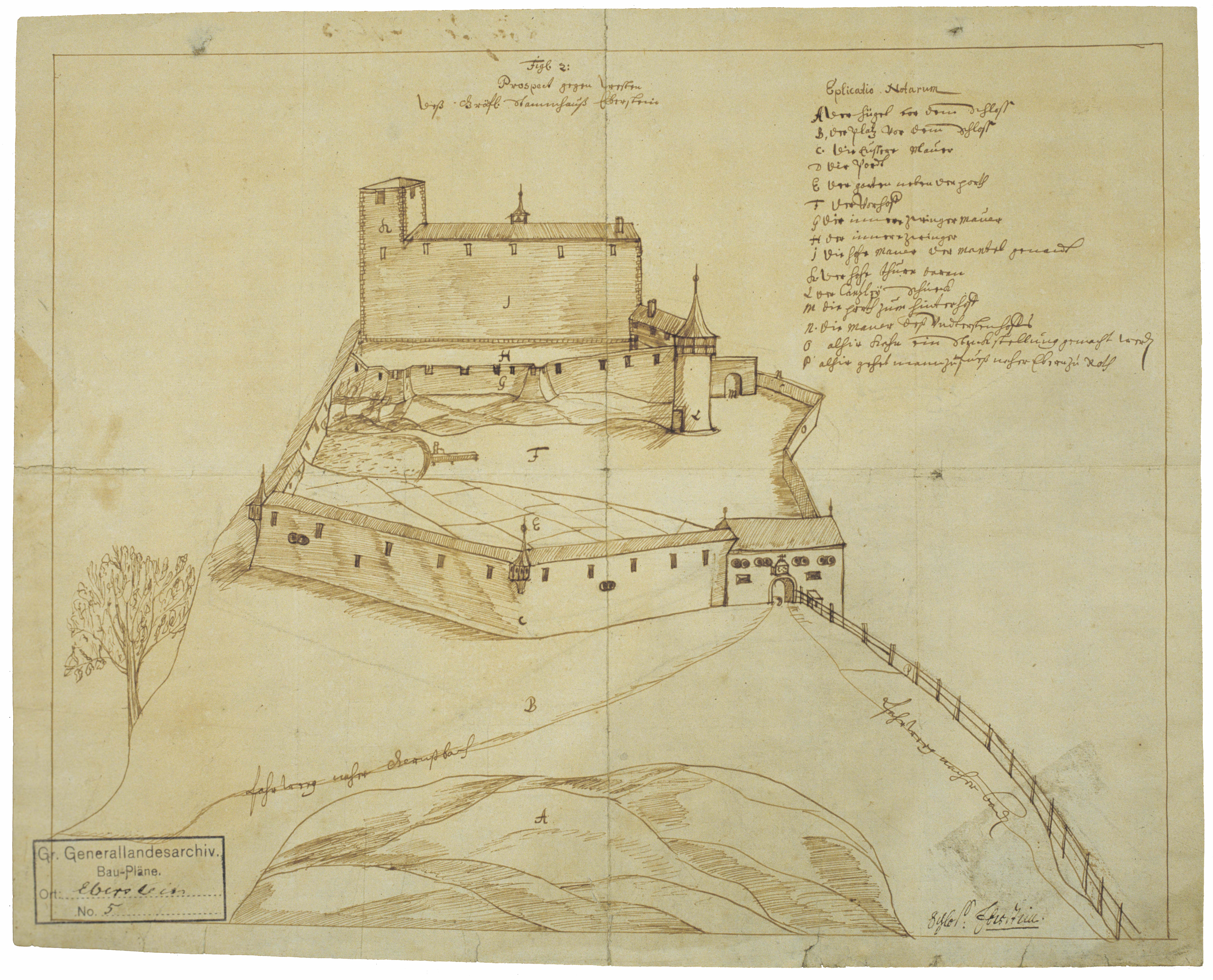
Burg Neueberstein, Ansicht aus dem 17. Jahrhundert

Als ältester Sohn von Heinrich II. von Eberstein und Margarete von Öttingen erbte Wolf zwischen 1362 und 1367 die Hälfte der Grafschaft Eberstein.
Die einst mächtige Grafschaft hatte zuvor durch Erbstreitigkeiten, Schenkungen und Mitgift an Größe und Einfluss verloren und war durch die Expansion der benachbarten badischen und württembergischen Einflussbereiche bedroht. 1338 mussten die Ebersteiner Graf Ulrich III. von Württemberg das Vorkaufsrecht für alle Besitzungen einräumen, 1354 zudem ein Öffnungsrecht bezüglich je eines Viertels der ebersteinischen Amtsstadt Gernsbach und des Stammsitzes Burg Neueberstein sowie der Hälfte von Muggensturm.

### Überfall auf Eberhard den Greiner
Zusammen mit weiteren von der württembergischen Expansion betroffenen Adligen der Region versuchte Wolf von Eberstein im Jahr 1367 den württembergischen Grafen Eberhard II., genannt Eberhard der Greiner, gefangen zu nehmen. Während eines Kuraufenthalts Eberhards im Wildbad (vermutlich wegen der warmen Thermalquellen in Wildbad und nicht am damals kalten Sauerbrunnen in Teinach) erfolgte, ausgehend von der günstig zum Wildbad gelegenen Burg Straubenhart als Sammlungsort, ein überraschender nächtlicher Angriff beritten und "zu Fuß", dem sich das Opfer jedoch gerade noch durch Flucht entziehen konnte. Nachweisbar Beteiligte des Überfalls an der Seite Wolf von Ebersteins waren Wolf von Wunnenstein, Johann und Konrad von Schmalenstein, Kunz von Winterbach, Johann von Bosenstein, Walter und Petermann Schultheiß von Gengenbach, Aberlin Wydenbusch und Heinrich Glatz.
Anfang Juli 1367 erfuhr Kaiser Karl IV. in Böhmen von dem Überfall, der einem Bruch des von ihm erreichten schwäbischen Landfriedensschlusses gleichkam. Er unterstützte Eberhards Vergeltungsmaßnahmen gegen die Angreifer. Ab Juli 1367 wurde Burg Neueberstein durch ein württembergisches Heer belagert, unterstützt durch Truppen aus schwäbischen Reichsstädten wie Augsburg und Heilbronn. Die Belagerung wurde jedoch im September des gleichen Jahres ergebnislos abgebrochen. Wolf von Eberstein befand sich derweil nicht in der belagerten Burg, sondern war mit anderen seiner Mitverschwörer bei den verbündeten Rheingrafen an der Nahe untergekommen und kehrte erst 1369 nach Neueberstein zurück.
1370 gelang Eberhard eine politische Isolierung Wolf von Ebersteins, indem er Vergleiche mit dessen möglichen Unterstützern abschloss: der Markgrafschaft Baden, der Kurpfalz und Graf Wilhelm I. von Eberstein, dem Besitzer der anderen Hälfte der Grafschaft Eberstein. Ein direktes Vorgehen gegen Wolf wurde jedoch durch Eberhards Verwicklung in andere Konflikte verhindert.

### Verkauf an Rudolf VII. von Baden
Erst im Jahr 1385 gab Wolf von Eberstein seinen Widerstand auf. Am 17. April wurde im Herrenberger Vertrag das württembergische Öffnungsrecht nicht nur für die 1354 festgelegten Anteile der Grafschaft Eberstein bestätigt, sondern auf Wolfs Hälfte von Gernsbach, Neueberstein und Muggensturm sowie alle zukünftig zu erwerbenden Burgen ausgedehnt. Wolf von Eberstein hatte zu diesem Zeitpunkt seine finanziellen und militärischen Mittel aufgebraucht. Schon 1380–1382 hatte er sich gegen ein Jahresgehalt von 1000 Gulden als Hauptmann der städtischen Söldner in die Dienste der Stadt Speyer gestellt, bis sein Erzfeind Württemberg einem Städtebund mit Speyer beitrat. Am 22. November 1387 verkaufte er für 8000 Gulden seine Hälfte der Grafschaft Eberstein mit allen Rechten an Markgraf Rudolf VII. von Baden. Dazu gehörte die Hälfte der Burg Neueberstein, eine Hälfte der Stadt Gernsbach sowie jeweils die Hälfte der Orte Muggensturm und Gochsheim und weiterer Dörfer der Grafschaft, inklusive der leibeigenen Bevölkerung und der Rechte an Lehen, Wald, Wasser, Weide, Zinsen und Steuern. Zum Kaufpreis kam die Übernahme der Schulden Wolfs bei dessen Tod durch den Markgrafen bis zu einer Höhe von 2000 Gulden.
Von da an regierten die Grafen von Eberstein und die Markgrafen von Baden gemeinsam die Grafschaft Eberstein. Zwischen Margarete Schenkin von Erbach, der Witwe von Wolfs 1385 verstorbenem Bruder Wilhelm II., die über die verbleibenden ebersteinischen Anteile der Grafschaft verfügte, und Rudolf VII. von Baden wurde ein Burgfriedensvertrag abgeschlossen. Wolf selbst erhielt die Stellung als badischer Amtmann seiner früheren Besitzungen und wurde mit einem Viertel der Einkünfte der Grafschaft entlohnt. 1389 verkaufte er zur Tilgung weiterer Schulden auch sein letztes Anwesen an Rudolf VII., die Burg Mantelberg bei Pfalzgrafenweiler. Dafür erhielt er von diesem das Wohnrecht in der ehemals ihm eigenen Hälfte der Burg Muggensturm, wo er, von Rudolf mit standesgemäßen Pfründen ausgestattet, den Rest seines Lebens verbrachte. In das Jahr 1395 fällt die letzte urkundliche Erwähnung Wolfs. Er starb unverheiratet. Die Grafschaft Eberstein blieb geteilt, bis sie, nach weiteren Wirren, 1803 vollständig von Baden übernommen wurde.

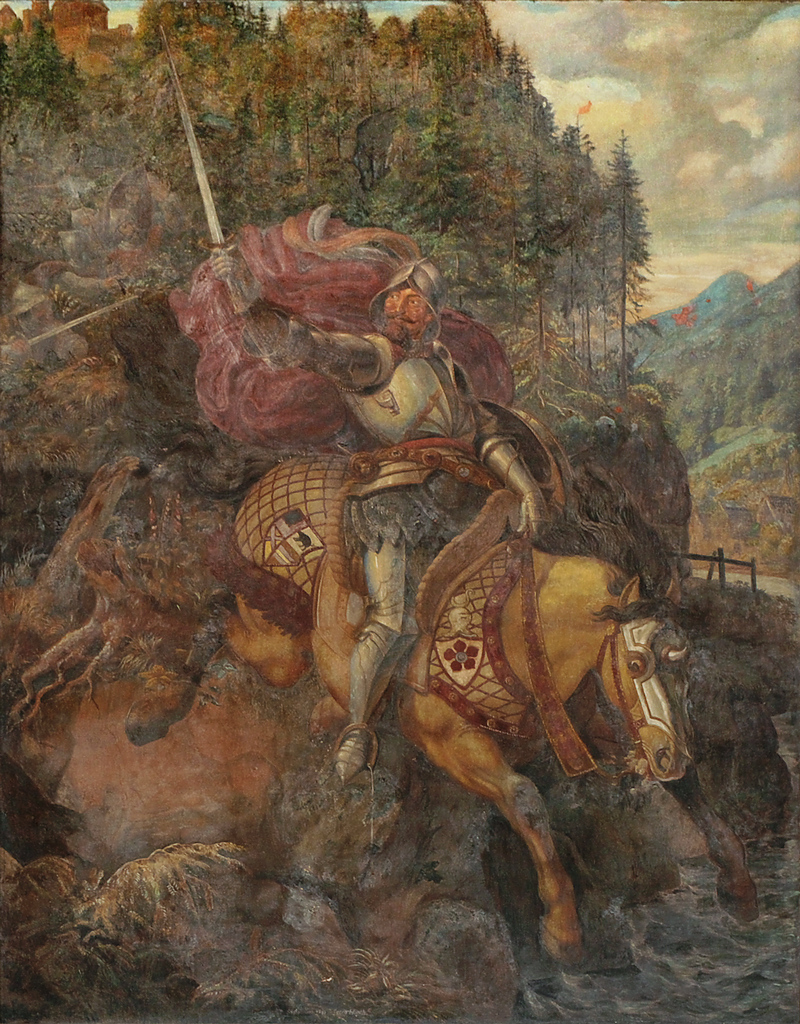
Der Grafensprung, Fresko von Jakob Götzenberger in der Trinkhalle Baden-Baden (1844)

## Rezeption
Der Überfall auf Eberhard den Greiner wurde 1815 von Ludwig Uhland in seinem Gedicht Der Überfall im Wildbad beschrieben. Dabei stellte Uhland, wie andere Autoren des 19. Jahrhunderts, die Angreifer als Mitglieder des Schleglerbunds dar. Die neuere Geschichtsschreibung bestreitet diese direkte Verbindung.
Um die Figur Wolf von Eberstein ranken sich auch mehrere Sagen. Die bekannteste ist die Sage vom Grafensprung, der zufolge Wolf sich vor den württembergischen Belagerern durch einen verwegenen Ritt aus der Burg Neueberstein und einen Sprung mit dem Pferd von den Felsen am Burgberg in die Murg rettete. Der Felsen trägt noch heute den Namen Grafensprung. Die Sage wird in einem der Wandgemälde an der Baden-Badener Trinkhalle dargestellt. August Kopisch brachte sie in Gedichtform.
Nach Wolf von Eberstein sind in Muggensturm eine Straße und eine Mehrzweckhalle benannt.

## Urkunden zum Überfall im Wildbad 1367
- Johann Friedrich Böhmer: Die Regesten des Kaiserreichs unter Kaiser Karl IV. 1346–1378, hrsg. von Alfons Huber, Innsbruck 1877, S. 407
- Urkundenbuch der Stadt Strassburg, Band 5: Politische Urkunden von 1332 bis 1380, bearb. von Hans Witte und Georg Wolfram, Straßburg 1896, Nr. 761, 841, 952, 1080